# Otia Botanica Hamburgensia
Otia Botanica Hamburgensia (abreviado Otia Bot. Hamburg.) es un libro con descripciones e ilustraciones botánicas que fue editado por el ornitólogo, botánico, pteridólogo y conocido orquideólogo alemán del siglo XIX, Heinrich Gustav Reichenbach. Fue publicado en 2 partes en los años 1878-1881.